# Isla Mujeres (île)
Cet article concerne l'île. Pour la municipalité, voir Isla Mujeres.
Isla Mujeres est une île de l'état mexicain du Quintana Roo, située à l'extrémité au nord-est de la péninsule du Yucatán, bordant la mer des Caraïbes.
Elle est le siège de la municipalité d'Isla Mujeres.